# 아이오와 와일드
| 아이오와 와일드 |                                                               |
| 콘퍼런스        | 서부 콘퍼런스                                                 |
| 디비전          | 센트럴 디비전                                                 |
| 설립연도        | 1994년 2001년 (AHL 가입)                                      |
| 해체연도        |                                                               |
| 역사            | 휴스턴 에어로스 (1994년~2013년) 아이오와 와일드 (2013년~현재) |
| 경기장          | 웰스 파고 아레나                                              |
| 연고지          | 아이오와주 디모인                                             |
| 상징색          | 초록, 위트, 하양, 빨강                                        |
| 구단주          | 미네소타 와일드                                               |
| 단장            | 브렌트 플래시                                                 |
| 감독            | 존 토르체티                                                   |
| NHL 제휴        | 미네소타 와일드                                               |
| ECHL 제휴       | 래피드시티 러쉬                                               |
| 정규시즌 우승   | IHL : 1 (1999)                                                |
| 콘퍼런스 우승   | IHL : 1 (1999) AHL : 3 (2003, 2011)                           |
| 디비전 우승     | IHL : 1 (1999) AHL : 1 (2003)                                 |
| 칼더 컵         | 1 (2003)                                                      |
| 영구 결번       | -                                                             |

아이오와 와일드(Iowa Wild)는 미국 아이오와주 디모인을 연고지로 하는 AHL의 서부 콘퍼런스 센트럴 디비전 소속 아이스 하키팀이다.

## 역대 홈경기장
| 아이오와 와일드  |             |          |                   |      |
| 경기장           | 사용기간    | 수용인원 | 장소              | 비고 |
| 웰스 파고 아레나 | 2013년~현재 | 15,181명 | 아이오와주 디모인 | 빈칸 |